# Visela
Visela es una localidad situada en el municipio de Antsla, en el condado de Võru, Estonia. Tiene una población estimada, en 2021, de 76 habitantes.
Está ubicada al noroeste del condado, cerca de la frontera con los condados de Valga y Põlva. 